# Semmes (Alabama)
Semmes ist eine City im Mobile County im US-amerikanischen Bundesstaat Alabama mit 4941 Einwohnern (Stand: Volkszählung 2020).

## Geographie
Semmes befindet sich im Zentrum von Mobile County und bedeckt eine Fläche von etwa 8,5 km². Der Ort liegt auf einer Höhe von 66 Metern über dem Meeresspiegel. Im Südwesten grenzt Semmes an den Big Creek Lake, einem 3,3 km² großen See. Durch Semmes verläuft der Highway 98. Die Stadt liegt etwa 24 Kilometer nordwestlich des Verwaltungssitzes (County Seat) Mobile.

## Geschichte
August Pickus, ein deutscher Einwanderer, gilt als Begründer von Semmes. Er und einige Gefährten gründeten die Semmes Land Company, Inc. im November 1900. Sie kauften ein Stück Land 15 Meilen nordwestlich von Mobile. Semmes wurde nach Admiral Raphael Semmes (1809–1877) benannt, einem Offizier der United States Navy.
Pickus und seine Partner in der Semmes Land Company verkauften Anteile und Straßen der Stadt Semmes. Allerdings kaufte sie niemand und so ging die Company bankrott.
Eisenbahnen spielten eine wichtige Rolle bei der Entwicklung von Semmes. Mobile war in den Jahren 1900–1902 eine wichtige Eisenbahnstadt und hatte den größten Seehafen zum Export von Holz in den Vereinigten Staaten. Da Semmes ein Hauptstandort für den Holzeinschlag war, entstanden Dummy Bahnlinien im Wald, um das Holz zu Mühlen und zur Hauptbahnlinie zu bringen. Drei Bahnhöfe wurden entlang der Bahnstrecke gebaut – Orchard, Semmes und Wilmer.
Mit Wirkung zum 2. Mai 2011 wurde Semmes zur Stadt (City) erhoben.

## Wirtschaft
Semmes ist bundesweit bekannt für seine Pflanzenzüchter. In riesigen Baumschulen werden verschiedene Zierpflanzen gezüchtet und in die ganze Welt verschifft. Mehrere dort entstandene Sorten erhielten nationale Anerkennungen und Auszeichnungen.